# Jehlicovití
Jehlicovití (Belonidae) jsou čeleď kostnatých ryb.

## Systematika
Za popisnou autoritu čeledi Belonidae je pokládán francouzský přírodovědec Charles Lucien Bonaparte (1836). Jehlicovité ryby bývají řazeny buďto do řádu jehlotvaří (Beloniformes), anebo v rozšířeném řádu gavúni (Atheriniformes). K dubnu 2025 zahrnují následujících deset rodů:
- Ablennes Jordan & Fordice, 1887
- Belone Cuvier, 1816
- Belonion Collette, 1966
- Petalichthys Regan, 1904
- Platybelone Fowler, 1919
- Potamorrhaphis Günther, 1866
- Pseudotylosurus Fernández-Yépez, 1948
- Strongylura van Hasselt, 1824
- Tylosurus Cocco, 1833
- Xenentodon Regan, 1911

## Popis

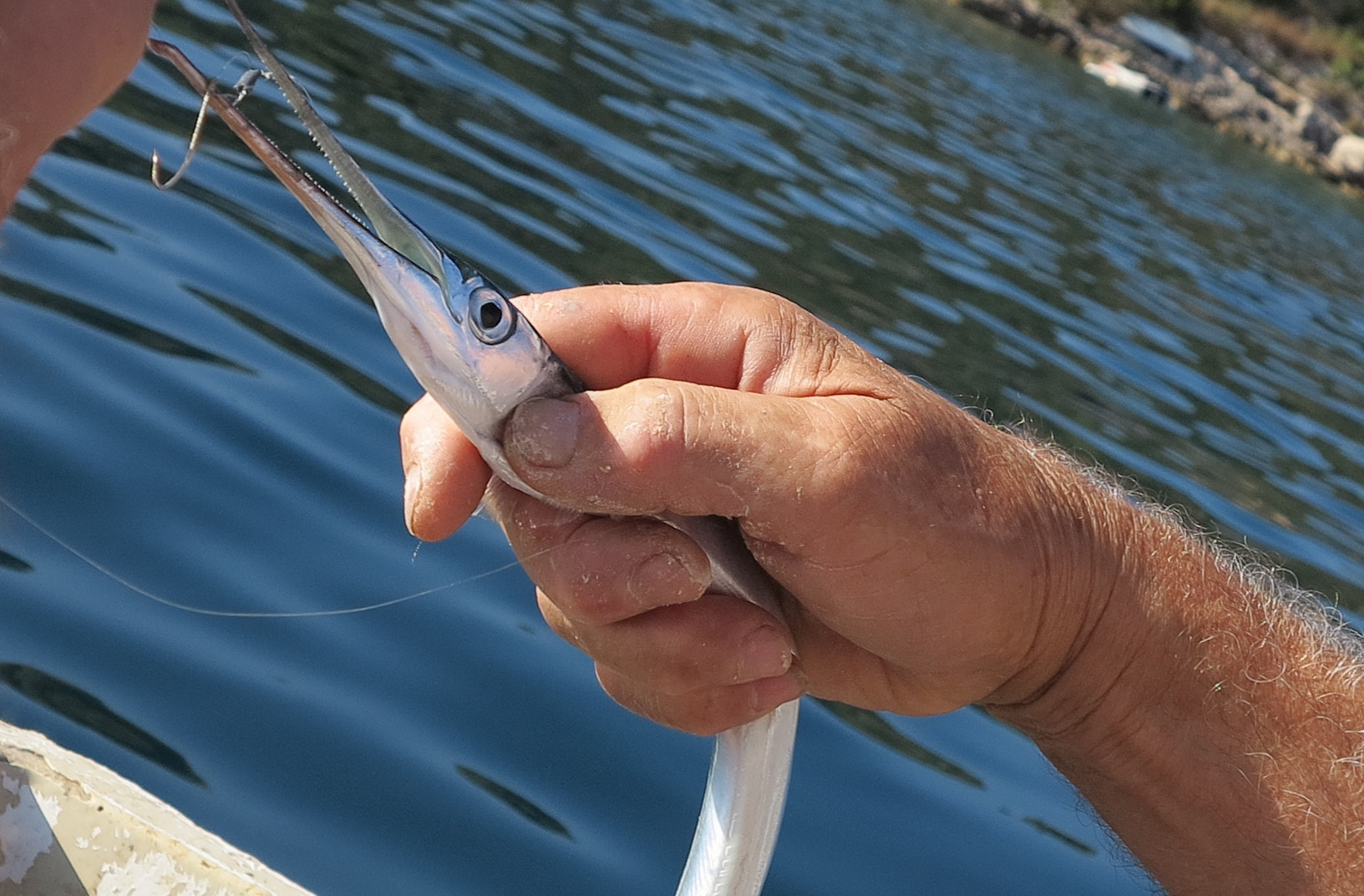
Detail hlavy

Jehlicovití se na první pohled podobají kostlínům, s nimiž však nejsou blíže spříznění. Dorůstají maximální délky asi 150 cm, snad až 200 cm. Více než metrové délky běžně dosahují zástupci rodu Tylosurus, některé menší sladkovodní jehlice naopak měří pouhých 6–7 cm. Tělo kryje velké množství snadno oddělitelných šupin cykloidního typu, postranní čára se táhne ve spodní části těla. Hřbetní ploutev nese 11–43 paprsků, řitní ploutev 12–39 paprsků, břišní ploutve 6 paprsků a prsní ploutve 5–15 paprsků. Hřbetní a řitní ploutev vyrůstají až na zádi těla, u jehlice brazilské (Belonion apodion) došlo k redukci břišních ploutví. Celkový počet obratlů činí 52–97. Charakteristickým rysem jehlicovitých jsou výrazně protažené zobákovité čelisti vybavené ostrými, jehlovitými zuby – s výjimkou rodu Belonion, u něhož došlo v důsledku pedomorfózy ke zkrácení horní čelisti. Zbarvení se pohybuje mezi zelenou a modrou na svrchních partiích a stříbřitou na spodních partiích, s tmavším pruhem po stranách a červeným či oranžovým koncem dolní čelisti.

## Chování a ekologie

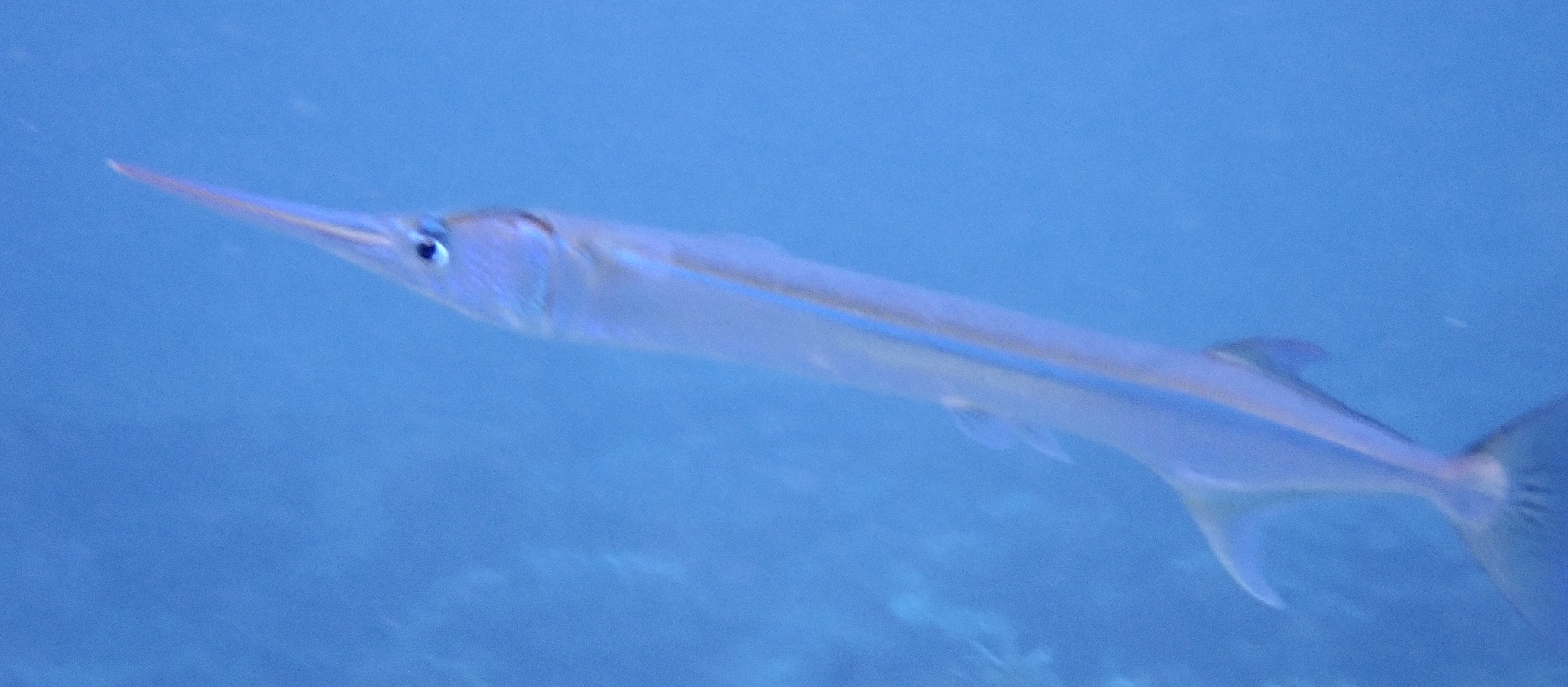
Plavající jehlice

Jehlicovití se vyskytují zejména v tropech, popřípadě i v teplých vodách mírného pásma. Žijí v epipelagiálu otevřeného moře i pobřežních vod. Většina druhů obývá příbřežní zóny, někdy v blízkosti korálových útesů. Modravé zbarvení svrchu a bělavé zespodu slouží jako účinný maskovací vzor u hladiny. Ne všechny druhy jsou však mořské: zástupci rodů Xenentodon, Belonion, Potamorrhaphis a Pseudotylosurus žijí ve sladkých vodách a jehlice lagunová (Strongylura marina) se často z mořských vod přesouvá do ústí řek. Sladkovodní ekosystémy jehlicovití kolonizovali zřejmě několikrát nezávisle na sobě. Většina sladkovodních jehlic žije v Jižní Americe, rod Xenentodon v Asii.
Jehlicovití se živí dravě, pomocí bočních výpadů svého zobanu loví zejména menší druhy ryb. Malé sladkovodní jehlice se živí hmyzem, jenž lapají podobně jako mořské druhy výpadem do strany. Kořistí sladkovodních druhů je však i zooplanktonem, například jehlice brazilské (Belonion apodion) loví miniaturní vířníky o velikosti pouhých 0,1 mm.
Jehlicovití kladou vajíčka, jež neplavou volně ve vodě, ale pomocí přilnavých vláken se uchytávají na předměty ve vodě, na kterých vytvářejí celé shluky. Larvy procházejí během vývinu stádii s nestejně velkými čelistmi.
Zajímavým projevem chování jehlicovitých je vyskakování z vody, zvláště když je během noci přivábí nějaký zdroj světla. Ve vzácných případech mohou člověku při těchto výskocích svým ostrým zobanem způsobit vážné zranění, nebo dokonce smrt (pokud např. pronikne do mozku). Pro člověka mají jinak jehlice význam jakožto chutné konzumní ryby, ačkoli jejich maso obsahuje mnoho malých kostí. Některé jehlice také představují netypické akvarijní chovance.